# هثل
هثل (به انگلیسی: Hethel) یک روستا در بریتانیا است که در نورفک واقع شده‌است.